# Phrynobatrachus pallidus
Phrynobatrachus pallidus é uma espécie de anfíbio gimnofiono da família Phrynobatrachidae. Está presente na Tanzânia. A UICN classificou-a como pouco preocupante.